# Крутий хлопець (фільм)
«Крутий хлопець» (англ. The New Guy) — американська молодіжна кінокомедія 2002 року режисера Еда Дектера.

## Сюжет
У фільмі розповідається історія шкільного невдахи Діззі Гаррісона, якому при мимовільній ерекції при спілкуванні у школі з дівчиною шкільна бібліотекарка "ламає" його пеніс після того, як Діззі відмовляється "віддати" їй "зброю".
Під дією психотропних ліків Діззі випадково стає правопорушником і затримується поліцією. У в'язниці він знайомиться з Лютером, колишньою жертвою шкільного цькування, і той навчає його, як стати крутим. За допомогою тюремних ув'язнених та охоронців змінивши своє ім'я на «Гіл Гарріс», він вступає до школи Іст-Хайленд-Хай і справляє на всіх сильне враження, надихає шкільну 
футбольну команду на перемоги, добивається зменшення насильства з боку сильних учнів по відношенню до слабих. Але «Гілу Гаррісу» ще належить пройти випробування викриттям обману.

## У ролях
| Актор            | Роль                                         |
| ---------------- | -------------------------------------------- |
| Ді-Джей Кволлс   | Діззі Гіллеспі Гаррісон/ Гіл Гарріс          |
| Елайза Душку     | Даніель                                      |
| Лайл Ловетт      | Беар Гаррісон                                |
| Іллеана Дуглас   | місс Кікі Пірс                               |
| Едді Гриффін     | Лютер                                        |
| Зої Дешанель     | Нора                                         |
| Джерод Міксон    | Кірк                                         |
| Паррі Шен        | Глен                                         |
| Джеффрі Льюїс    | містер Зейлор, директор школи Роккі-Крік     |
| Курт Фуллер      | містер Ундін, директор школи Іст-Хайленд-Хай |
| Санні Мабрі      | Кортні                                       |
| Джеррі О'Коннелл | епізодична роль                              |

## Критика
Незважаючи на стриману оцінку критиків фільм успішно вийшов у прокат (при бюджеті в 13 мільйонів доларів загальносвітові збори склали понад 31 мільйон). Rotten Tomatoes дав оцінку 7 % на основі 99 відгуків від критиків і 54 % від більш ніж 50 000 глядачів.